# Реддик (Флорида)
Реддик (англ. Reddick) — муниципалитет, расположенный в округе Марион (штат Флорида, США) с населением в 571 человек по статистическим данным переписи 2000 года.

## География
По данным Бюро переписи населения США муниципалитет Реддик имеет общую площадь в 3,11 квадратных километров, водных ресурсов в черте населённого пункта не имеется.
Муниципалитет Реддик расположен на высоте 22 м над уровнем моря.

## Демография
По данным переписи населения 2000 года в Реддикe проживало 571 человек, 146 семей, насчитывалось 203 домашних хозяйств и 236 жилых домов. Средняя плотность населения составляла около 183,6 человек на один квадратный километр. Расовый состав населённого пункта распределился следующим образом: 52,19 % белых, 42,21 % — чёрных или афроамериканцев, 0,18 % — выходцев с тихоокеанских островов, 2,28 % — представителей смешанных рас, 3,15 % — других народностей. Испаноговорящие составили 6,65 % от всех жителей.
Из 203 домашних хозяйств в 33,5 % воспитывали детей в возрасте до 18 лет, 46,8 % представляли собой совместно проживающие супружеские пары, в 16,3 % семей женщины проживали без мужей, 27,6 % не имели семей. 24,6 % от общего числа семей на момент переписи жили самостоятельно, при этом 14,8 % составили одинокие пожилые люди в возрасте 65 лет и старше. Средний размер домашнего хозяйства составил 2,81 человек, а средний размер семьи — 3,31 человек.
Население муниципалитета по возрастному диапазону по данным переписи 2000 года распределилось следующим образом: 32,0 % — жители младше 18 лет, 8,2 % — между 18 и 24 годами, 24,7 % — от 25 до 44 лет, 21,7 % — от 45 до 64 лет и 13,3 % — в возрасте 65 лет и старше. Средний возраст жителей составил 34 года. На каждые 100 женщин в Реддикe приходилось 96,2 мужчин, при этом на каждые сто женщин 18 лет и старше приходилось 95,0 мужчин также старше 18 лет.
Средний доход на одно домашнее хозяйство составил 33 875 долларов США, а средний доход на одну семью — 36 944 доллара. При этом мужчины имели средний доход в 22 143 доллара США в год против 15 833 доллара среднегодового дохода у женщин. Доход на душу населения составил 33 875 долларов в год. 10,6 % от всего числа семей в населённом пункте и 18,3 % от всей численности населения находилось на момент переписи населения за чертой бедности, при этом 16,7 % из них были моложе 18 лет и 16,7 % — в возрасте 65 лет и старше.